# Crimini del cuore (commedia)
Crimini del cuore (titolo originale: Crimes of the Heart) è una commedia della statunitense Beth Henley scritta nel 1978. Dalla commedia è stato tratto l'omonimo film diretto da Bruce Beresford ([1986).

## Trama
La commedia è ambientata a Hazlehurst nel Mississippi, dove vive Lenny, una signora che si occupa del nonno malato. Vengono da lei le sue due sorelle: Babe, dalla vita sentimentale turbolenta (ha sparato al marito ed ora è innamorata di un quindicenne) e Meg, che ha cercato di intraprendere la carriera di cantante senza successo. La commedia fa riaffiorare mille ricordi tristi e felici e fa riunire le tre sorelle come non mai.

## Premi
- 1981: New York Drama Critics' Circle Award: migliore commedia americana
- 1981: Premio Pulitzer per la drammaturgia
- 1982: Theatre World Award
  - Lizbeth MacKay
  - Peter MacNicol[3]